# Lucas Fonseca
Lucas Silva Fonseca (Pedralva, 2 de março de 1985) é um ex-futebolista brasileiro que atuava como zagueiro.

## Carreira

### Início
Nascido em Pedralva, Minas Gerais, a sua cidade-natal tinha poucas opções para iniciar um garoto no futebol, uma delas era o 7 de Maio, clube no qual Lucas Fonseca jogou na infância. Os estudos, porém, nunca saíram de cena. Lucas Fonseca foi formado em Educação Física e na sequência fez a pós graduação em Fisiologia do Exercício e Treinamento Desportivo. Logo depois de terminar os estudos, aos 23 anos, foi para o Brasilis de Águas de Lindóia, onde fez um teste e passou, mas sem seguida foi emprestado para o Lemense.
No Lemense, disputou a Série A2 do Campeonato Paulista de 2008, onde conseguiu o acesso para a Série A3 de 2009. Logo depois, foi contratado pelo União São João para a temporada 2010.

### Guarani
Em 2011, Lucas Fonseca chegou ao Guarani por empréstimo até o final do ano. Sua estreia no Bugre aconteceu em 25 de outubro, numa vitória por 3–0 em casa contra o Grêmio Barueri, no Brinco de Ouro da Princesa, válida pela Série B.
Pelo clube de Campinas, o jogador atuou em apenas seis jogos.

### Mogi Mirim
No ano de 2012, foi anunciada a contratação de Lucas Fonseca pelo Mogi Mirim, com o zagueiro assinando contrato até maio de 2013. Sua estreia aconteceu em 22 de janeiro, numa vitória fora de casa por 2–0 contra o Catanduvense, pelo Campeonato Paulista. No mesmo ano, sua equipe acabou sendo eliminada pelo Santos nas quartas de final e acabou sendo campeã da Campeonato Paulista do Interior, onde fez boas campanhas.
Durante esse meio, houve um imbróglio no qual Lucas quase voltou ao seu antigo clube, o Guarani, mas sem sucesso. Na sua primeira passagem no Mogi Mirim, o jogador atuou em 22 partidas e não marcou nenhum gol.

### Bahia
Após a desistência do Guarani na compra de Lucas Fonseca, o zagueiro foi anunciado como novo reforço do Bahia no dia 28 de maio de 2012, chegando por empréstimo. Sua primeira partida com a camisa tricolor aconteceu em 24 de junho, onde sua equipe empatou com o Figueirense fora de casa por 1–1, no Estádio Orlando Scarpelli, pela Série A.
Em 17 de dezembro, com o fim do seu empréstimo, foi anunciado o seu retorno ao Mogi Mirim. No total nessa primeira passagem, participou de apenas 10 jogos e não marcou nenhum gol.

### Retorno ao Mogi Mirim
No final de 2012, Lucas Fonseca retornou ao Mogi. Sua primeira partida após o seu retorno ao Sapão aconteceu em 20 de janeiro, em um empate por 0–0 fora de casa contra a Ponte Preta, no Estádio Décio Vitta, pelo Campeonato Paulista de 2013.
Lucas Fonseca atuou em 19 jogos e não marcou gols na sua segunda passagem pelo clube paulista. A equipe, no entanto, fez uma ótima campanha no Paulistão chegando até as semifinais, mas foi eliminada pelo Santos nos pênaltis. Na maior parte da competição, Lucas formou dupla de zaga com Tiago Alves. As duas vezes que não esteve em campo foram por suspensões, sendo uma por cartão vermelho e outra por três amarelos.

### Segunda passagem pelo Bahia
Depois de uma boa campanha no Campeonato Paulista, Lucas Fonseca retornou ao Bahia em definitivo no dia 7 de maio de 2013. Sua primeira partida após o retorno aconteceu em 29 de maio, num empate em casa por 0–0 contra o Coritiba, válido pelo Campeonato Brasileiro.
O defensor marcou seu primeiro gol com a camisa tricolor no dia 27 de agosto de 2014, em uma vitória por 2–0 contra o Internacional, fora de casa, válida pela Copa Sul-Americana.
Em 18 de janeiro de 2015, Lucas Fonseca rescindiu seu contrato com o Bahia por motivos pessoais. No site oficial do clube, uma nota foi publicada na qual informa o desligamento do jogador. Segundo o texto, o defensor fez um acordo financeiro com o clube e acertou sua rescisão contratual. O vínculo, inicialmente, estava previsto para durar até dezembro do mesmo ano. A forma como saiu do clube não agradou o presidente na época, Marcelo Sant’Ana, que através do Twitter chamou o jogador de "traíra" e disse que não pretendia mais conviver com Lucas.
Na sua segunda passagem pelo tricolor baiano, participou de 70 partidas e marcou um gol.

### Tianjin Teda
Em 19 de janeiro de 2015, Lucas Fonseca foi contratado pelo Tianjin Teda. Pelo clube chinês, participou de 25 partidas e não marcou nenhum gol. Em 23 de fevereiro de 2016, teve a rescisão do seu contrato anunciada.

### Terceira passagem no Bahia
Após rescindir com o seu antigo clube, em 1 de março de 2016, o jogador retornou ao Bahia assinando um contrato até o final de 2017, sendo a sua terceira passagem com a camisa tricolor. Sua primeira partida após retornar ao clube aconteceu em 23 de março, em uma vitória magra em casa por 1–0 contra o Santa Cruz, pela Copa do Nordeste de 2016. Seu primeiro gol após o seu retorno ao Bahia aconteceu em 18 de março de 2017, em uma vitória em casa por 3–0 contra o Galícia, pelo Campeonato Baiano.
Em 25 de junho, Fonseca foi amplamente ridicularizado após uma derrota em casa por 1–0 contra o Flamengo, pelo Campeonato Brasileiro. Isso aconteceu quando a flagrante simulação do zagueiro, que deu um mergulho, lhe valeu o segundo cartão amarelo e a expulsão aos 30 minutos; depois disso, muitos memes e vídeos na internet surgiram zombando do mergulho de Lucas Fonseca. Em 16 de novembro do mesmo ano, o defensor renovou seu contrato com o Bahia até o final de 2018.
Com o seu destaque e liderança nas partidas pelo Tricolor de Aço, ganhou confiança e atingiu a marca de 200 jogos com a sua equipe em 2018. No dia 29 de agosto do mesmo ano, marcou um gol em uma vitória fora de casa por 2–0 contra o Ceará, pela Série A. Já no dia 21 de setembro, teve seu contrato renovado até o final de 2019.
Lucas Fonseca voltou a renovar seu contrato em 30 de dezembro de 2020, assinando até o fim de 2021. No mesmo ano ele havia chegado à marca de 300 jogos com a camisa do Bahia.

## Títulos
Mogi Mirim
- Campeonato Paulista do Interior: 2012

Bahia
- Campeonato Baiano: 2014, 2018, 2019 e 2020
- Copa do Nordeste: 2017 e 2021